# Rhodomyrtus longisepala
Rhodomyrtus longisepala är en myrtenväxtart som beskrevs av Neil Snow och J.Mcfadden. Rhodomyrtus longisepala ingår i släktet Rhodomyrtus och familjen myrtenväxter.
Artens utbredningsområde är Papua Nya Guinea. Inga underarter finns listade i Catalogue of Life.